# دابني كوسبي
دابني كوسبي (بالإنجليزية: Dabney Cosby)‏ هو مهندس معماري أمريكي، ولد في 1793، وتوفي في 1862.